# Сельское поселение Анискинское
Се́льское поселе́ние Ани́скинское — упразднённое муниципальное образование, существовавшее в составе Щёлковского муниципального района Московской области России Административным центром являлся посёлок Биокомбината.
В соответствии с Законом Московской области № 69/2018-ОЗ от 23 мая 2018 года, сельское поселение Анискинское упразднено, а его населённые пункты вошли в состав городского округа Лосино-Петровский.

## Население
| 2006  | 2007  | 2008  | 2009  | 2010  | 2011  |
| ----- | ----- | ----- | ----- | ----- | ----- |
| 8717  | ↗8924 | ↘8905 | ↘8857 | ↗9091 | ↘9037 |
| 2012  | 2013  | 2014  | 2015  | 2016  | 2017  |
| →9037 | ↘8933 | ↘8838 | ↘8725 | ↗8799 | ↗9081 |
| 2018  |       |       |       |       |       |
| ↗9208 |       |       |       |       |       |

## Состав сельского поселения

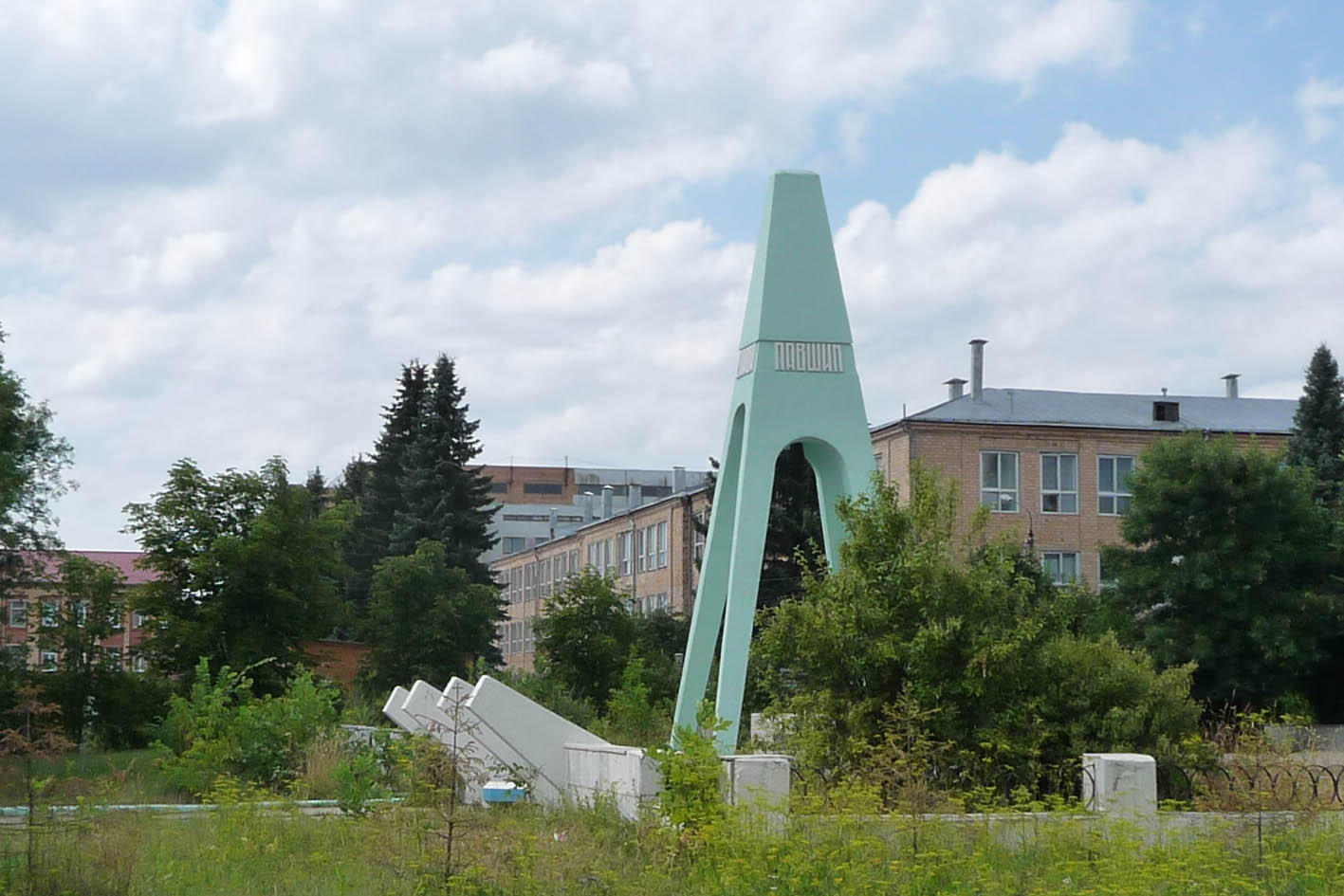
Мемориал павшим в Великой Отечественной войне в посёлке Биокомбината

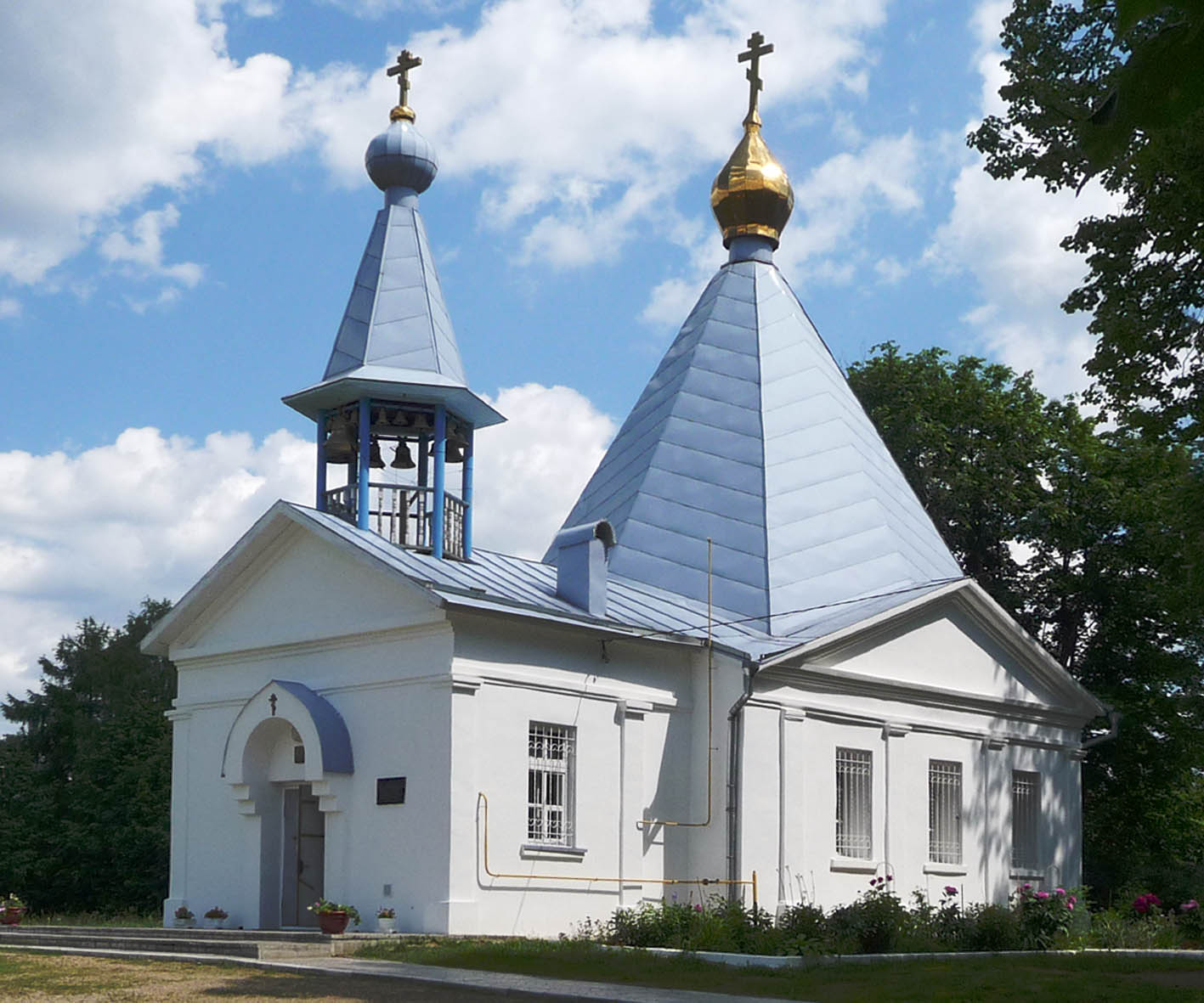
Церковь Марии Магдалины в селе Улиткино (1748)

| №  | Населённый пункт | Тип населённого пункта          | Население |
| -- | ---------------- | ------------------------------- | --------- |
| 1  | Анискино         | село                            | ↗836      |
| 2  | Аничково         | посёлок                         |           |
| 3  | Биокомбината     | посёлок, административный центр | ↘4085     |
| 4  | Кармолино        | деревня                         | ↗38       |
| 5  | Леониха          | деревня                         | ↗246      |
| 6  | Медное-Власово   | посёлок                         | ↘436      |
| 7  | Мизиново         | деревня                         | ↗1220     |
| 8  | Райки            | деревня                         | ↘84       |
| 9  | Топорково        | деревня                         | ↘63       |
| 10 | Улиткино         | деревня                         | ↘213      |
| 11 | Юность           | посёлок                         | ↗1351     |

## Органы местного самоуправления
Структуру органов местного самоуправления сельского поселения Анискинское составляли:
- Совет депутатов сельского поселения Анискинское
- глава сельского поселения Анискинское
- администрация сельского поселения Анискинское

Совет депутатов сельского поселения Анискинское состоял из депутатов, избираемых на муниципальных выборах на основе всеобщего равного и прямого избирательного права при тайном голосовании сроком на 4 года. Совет депутатов сельского поселения Анискинское состоял из 14 депутатов.
Глава сельского поселения Анискинское — Вершинин Олег Юрьевич. Председатель Совета депутатов — Перекрест Нина Павловна.
Почтовый адрес главы, администрации и Совета депутатов сельского поселения Анискинское: 141142, Московская область, Щёлковский район, п/о Кашинцево, посёлок Биокомбинат, ДК (дом 6). Телефоны: администрации (496) 563-28-27, 563-28-67,
Совета депутатов 563-21-68.

## География

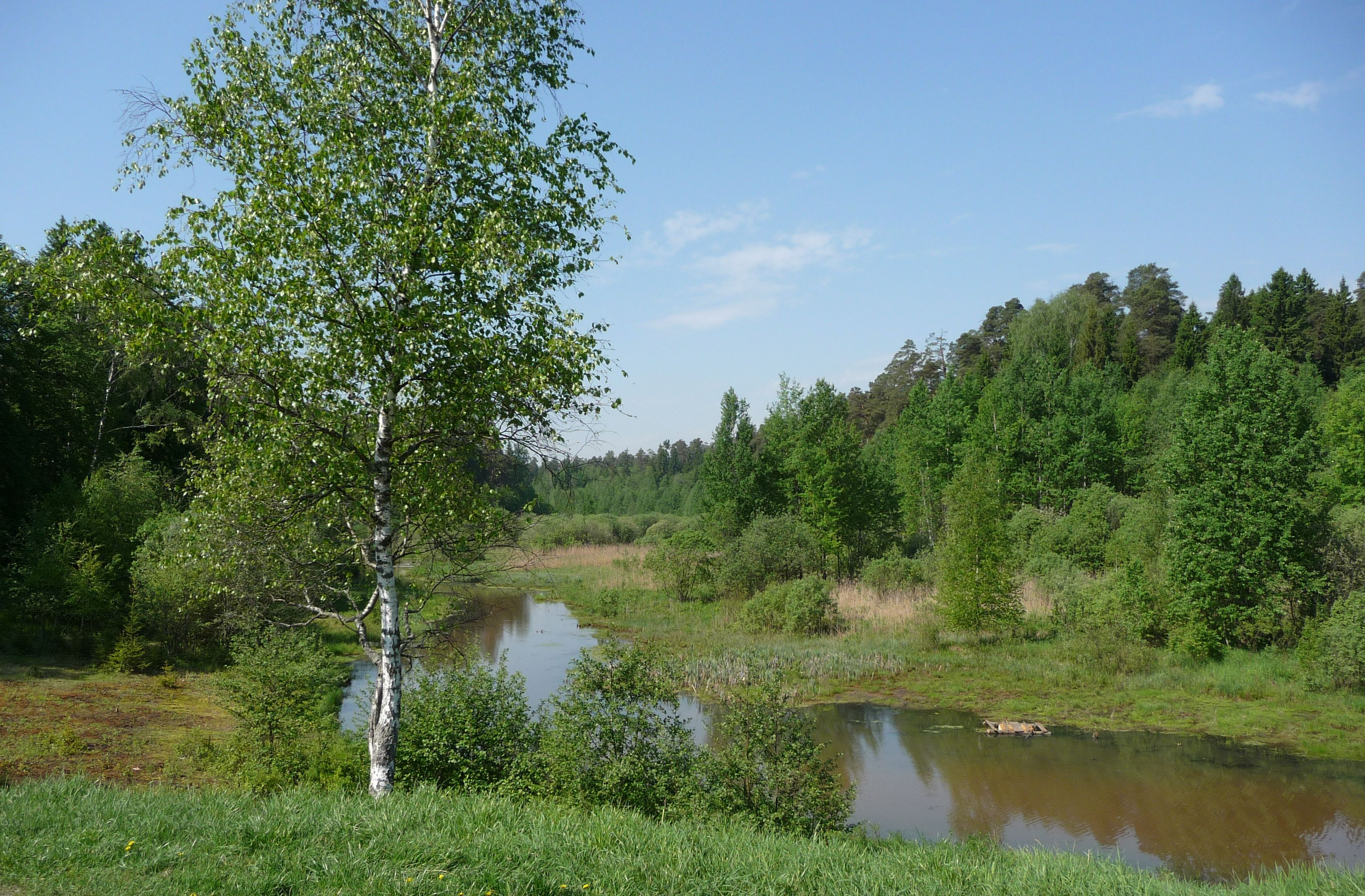
Любосеевка у посёлка Медное-Власово, перед впадением в Ворю

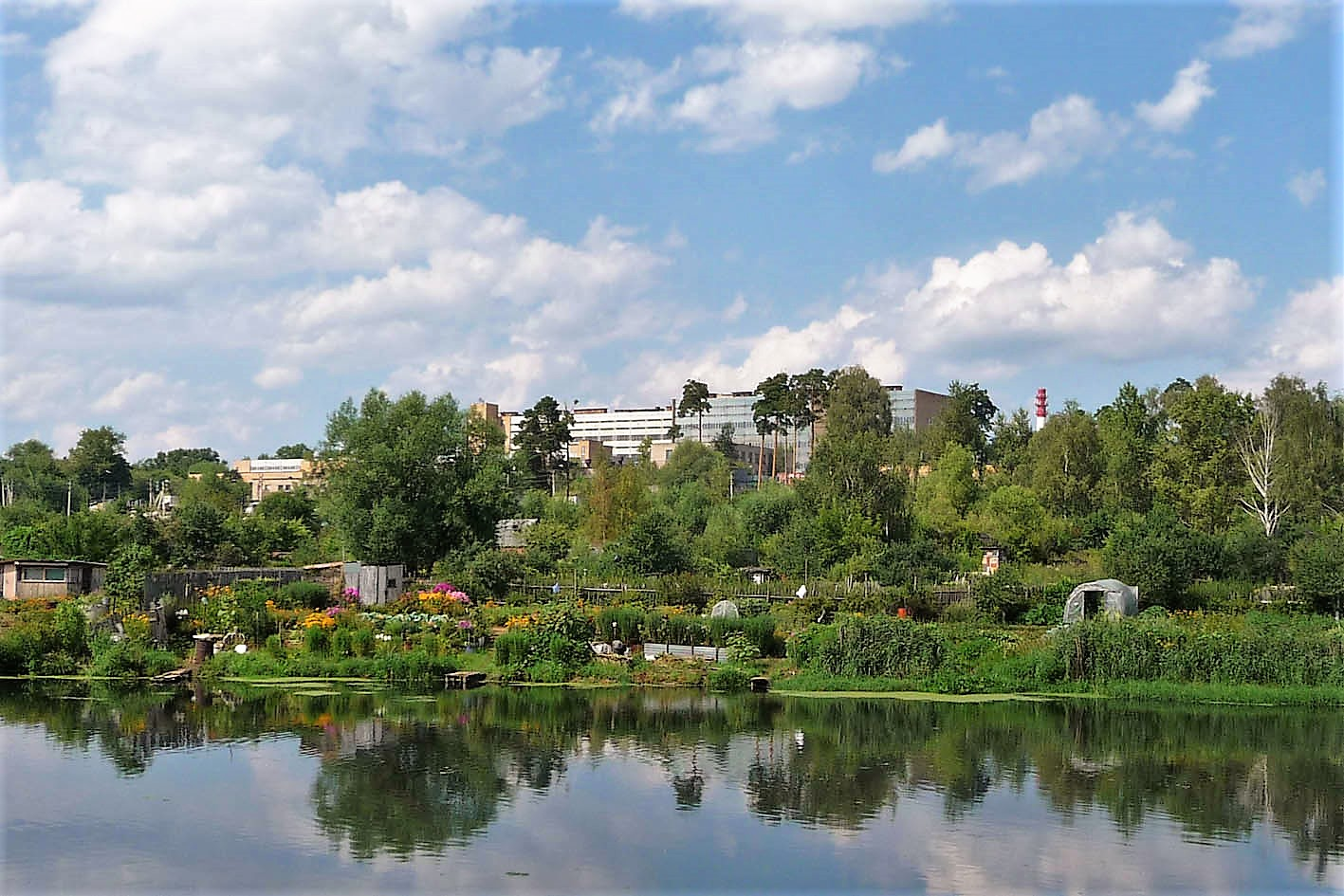
Вид на ФГУП «Щелковский биокомбинат» с правого берега Клязьмы

Сельское поселение Анискинское располагается на северо-востоке Московской области в центральной части Щёлковского района. По форме территория Анискинского поселения сильно вытянута на северо-восток и этим повторяет форму района. На юго-западе Анискинское поселение примыкает непосредственно к городскому поселению Щёлково. Площадь территории Анискинского поселения — 5233 га.
По территории поселения протекают все наиболее крупные реки Щёлковского района. На юге поселения — Клязьма, на севере — Воря (приток Клязьмы), в центральной части — правый приток Вори Любосеевка. Основное направление течения рек — на юго-восток. По долинам рек и в низинах имеются заболоченные участки и торфяники. Из-за торфяников вода многих речек поселения непрозрачная и бурого цвета. Большую часть территории сельского поселения занимает лесной массив, что создает хорошие условия для развития отдыха населения.
Через территорию поселения проходит Щёлковское шоссе А103 (20—29 км от МКАД), идущее от Москвы в северо-восточном направлении. До населенных пунктов Анискинского поселения можно добраться на одном из автобусов, следующих от Московского автовокзала (метро «Щёлковское») в сторону Черноголовки через расположенную на окраине города Щёлково станцию Ярославского направления Московской железной дороги Чкаловскую.

## Экономика

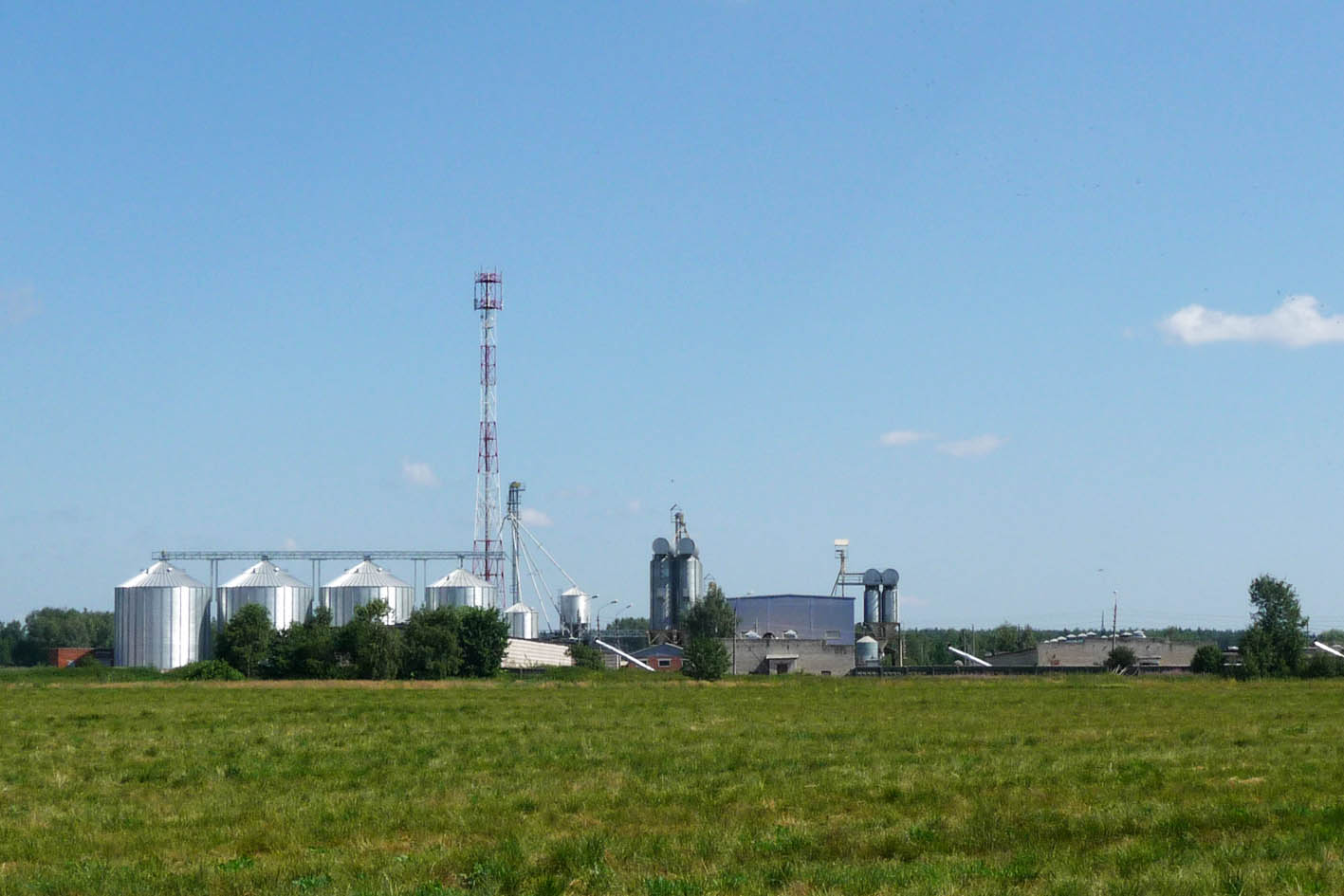
Сельскохозяйственное предприятие «Орловское» МО РФ в Мизиново

На территории поселения нет крупных промышленных предприятий. В посёлке Биокомбината располагаются Всероссийский научно-исследовательский и технологический институт биологической промышленности (ВНИТИБП), разрабатывающий технологии промышленного производства широкого круга биопрепаратов для профилактики, диагностики и лечения инфекционных болезней животных и ФГУП «Щелковский биокомбинат», в деревне Мизиново — ФГУП Сельскохозяйственное предприятие «Орловское», созданное в 1967 году как военный совхоз № 14 для снабжения космонавтов, проживающих в расположенном в непосредственной близости от современной территории Анискинского поселения Звёздном городке, а сейчас производящее сельхозпродукцию для гражданского и военного населения района.

## Православная церковь
В сельском поселении Анискинское имеется несколько действующих храмов и проходов Русской православной церкви. Все они относятся к Лосино-Петровскому благочинническому округу Московской епархии:

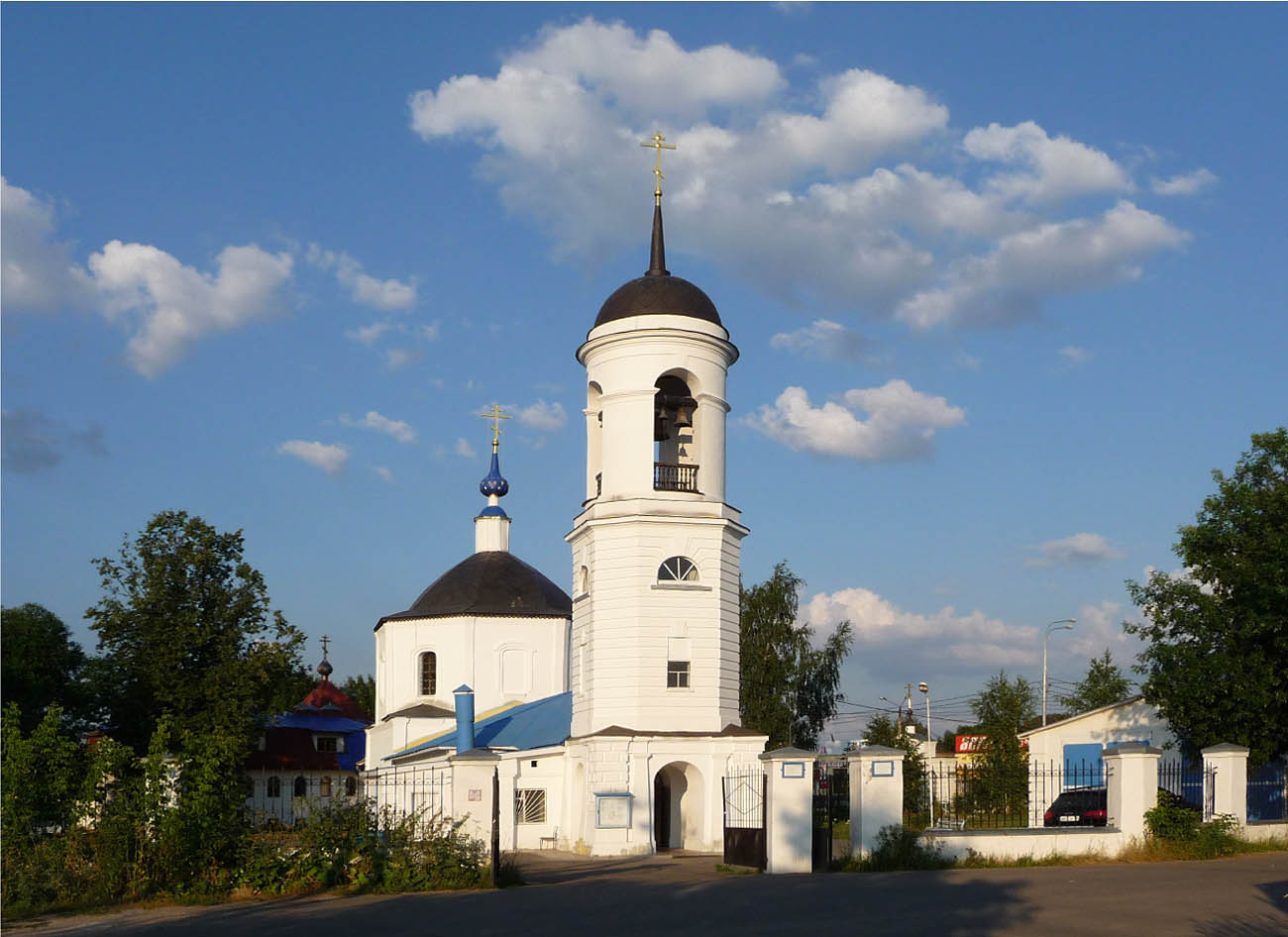
Церковь Рождества Богородицы в селе Анискино (1738—1742, колокольня — 1808)

1. Церковь Рождества Богородицы (1738), домовая церковь апостола и евангелиста Иоанна Богослова и часовня мученика Анатолия в селе Анискино.
2. Церковь Марии Магдалины (1748) в селе Улиткино.
3. Церковь святого мученика Анатолия (2005) в деревне Кармолино.

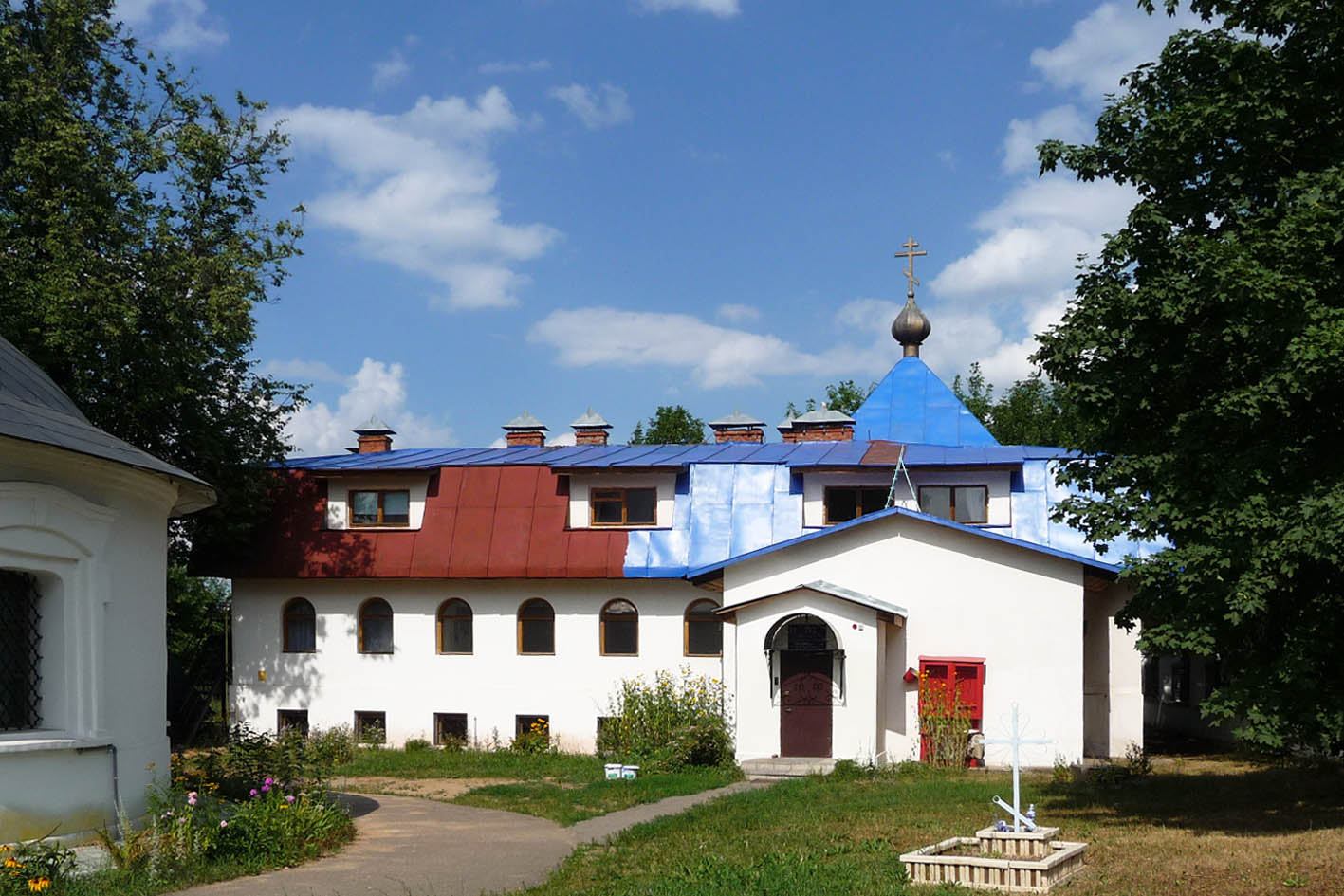
Православная классическая гимназия «Ковчег» с домовым храмом Иоанна Богослова в селе Анискино

В Анискино расположено отделение имеющего государственную лицензию на образовательную деятельность Негосударственное общеобразовательное учреждение «Православная классическая гимназия „Ковчег“».

## Топографические карты
- Лист карты N-37-5 Ногинск. Масштаб: 1 : 100 000. Состояние местности на 1984 год. Издание 1985 г.

## Примечание
В различных источниках в наименованиях типов населённых пунктов деревня или село имеются существенные разночтения. Наличие или отсутствие в населённом пункте прихода или церкви (в том числе, в прошлом) также не позволяет прийти к однозначному ответу в этом отношении. Названия населённых пунктов даны по ОКАТО и законам Московской области.